# Косцюшкув (Великопольське воєводство)
Косцюшкув (пол. Kościuszków) — село в Польщі, у гміні Нові Скальмежиці Островського повіту Великопольського воєводства.
У 1975-1998 роках село належало до Каліського воєводства.